# Carola Söberg
Carola Britt Therese Söberg (Karlstad, 29 juli 1982) is een Zweeds voetbalspeelster die sinds 2015 als doelverdediger actief is bij KIF Örebro DFF in de Damallsvenskan.

## Carrière

### Clubs
Söberg begon haar carrière bij QBIK, het team van haar woonplaats Karlstad. Van 2001 tot 2006 speelde ze bij Mallbackens IF alvorens te transfereren naar Champions league-winnaar Umeå IK waarmee ze twee maal landskampioen werd, de beker en tweemaal de supercup won.
In 2010 tekende Söberg een contract bij het Zweedse Tyresö FF en bleef eerste doelvrouw ondanks de komst in 2013 van de Finse nationale doelverdedigster Tinja-Riikka Korpela. Ze verdedigde het doel in de finale van de UEFA Women's Champions League 2014 bij de 4-3 nederlaag van Tyresö FF tegen  VfL Wolfsburg. In 2014 kwam Tyresö FF in de financiële problemen en trok zich terug uit de Damallsvenskan en werden de contracten van de speelsters allen vrijgegeven. In augustus 2014 tekende ze een contract voor zes maand bij Avaldsnes IL in de Noorse Toppserien en in 2015 keerde Söberg terug naar Zweden om te spelen bij KIF Örebro DFF.

### Nationaal elftal
Carola Söberg speelde 7 wedstrijden bij Zweden onder 23 en debuteerde op 17 februari 2007 bij het Zweeds voetbalelftal in de wedstrijd tegen Schotland, die door Zweden gewonnen werd met 1-0.

## Erelijst
- 2007, 2008, 2012: Winnaar Zweeds landskampioenschap (Damallsvenskan)
- 2007: Winnaar Zweedse beker
- 2007, 2008: Winnaar Zweedse supercup